# Ciclo de abuso
O ciclo de abuso é uma teoria do ciclo social desenvolvida em 1979 por Lenore E. Walker para explicar padrões de comportamento em uma relação abusiva.

## Visão geral
Lenore E. Walker entrevistou 1.500 mulheres que haviam sido vítimas de violência doméstica e descobriu que havia um padrão semelhante de abuso, chamado "ciclo de abuso". Inicialmente, Walker propôs que o ciclo de abuso descrevesse o controle do comportamento patriarcal dos homens que se sentiam no direito de abusar de suas esposas para manter o controle sobre elas. Os termos "ciclo de golpeamento" e a "síndrome da mulher maltratada" já foram amplamente impedidos por "ciclo de abuso" e "síndrome da pessoa maltratada", respectivamente, por muitas razões: manter a objetividade; porque o ciclo de abuso nem sempre leva a abuso físico; porque os sintomas da síndrome foram observados em homens e mulheres e não se limitam ao casamento e ao namoro. Da mesma forma, Dutton (1994) escreve: "A prevalência da violência nas relações homossexuais, que também parece passar por ciclos de abuso, é difícil de explicar em termos de homens que dominam as mulheres".
O conceito de ciclo de abuso é amplamente utilizado em programas de violência doméstica, particularmente nos Estados Unidos. Os críticos argumentaram que a teoria é falha, uma vez que não se aplica tão universalmente como sugeriu Walker, não descreve com precisão ou completamente todas as relações abusivas e pode favorecer presunções ideológicas sobre dados empíricos.

## Fases
O ciclo geralmente ocorre na seguinte ordem e se repetirá até que o conflito seja interrompido, geralmente pelo sobrevivente abandonando completamente o relacionamento ou alguma forma de intervenção. O ciclo pode ocorrer centenas de vezes em um relacionamento abusivo, o ciclo total pode levar de algumas horas a um ano ou mais para se completar. No entanto, a duração do ciclo geralmente diminui ao longo do tempo para que os estágios de "reconciliação" e "calmaria" possam desaparecer, a violência se torna mais intensa e os ciclos se tornam mais freqüentes.

### 1: Construção da tensão
O estresse baseia-se nas pressões do cotidiano, como o conflito sobre as crianças, problemas conjugais, mal-entendidos ou outros conflitos familiares. Ele também se constrói como resultado de doenças, problemas legais ou financeiros, desemprego ou eventos catastróficos, como inundações, estupro ou guerra. Durante este período, o agressor se sente ignorado, ameaçado, irritado ou injustiçado. O sentimento dura, em média, vários minutos a horas, pode durar tanto quanto vários meses.
Para evitar a violência, a vítima pode tentar reduzir a tensão, tornando-se submissa e atenciosa. Ou, para acabar com o abuso, se preparar para a violência ou diminuir o grau de lesão, a vítima pode provocar o agressor. "No entanto, em nenhum momento o agressor se justifica por se envolver em comportamentos violentos ou abusivos", disse Scott Allen Johnson, autor de Physical Abusers and Sexual Offenders.

### 2: Violência aguda
Caracterizada por explosões de incidentes violentos e abusivos que podem ser precedidos de abuso verbal e incluem abuso psicológico. Durante esta etapa, o agressor tenta dominar o seu parceiro (sobrevivente) com o uso da violência doméstica.
Na violência de parceiro íntimo, as crianças são afetadas negativamente por terem testemunhado a violência e a relação do parceiro também se deteriora. A liberação da energia reduz a tensão e o agressor pode sentir ou expressar que a vítima teve o que mereceu.

### 3: Reconciliação/lua de mel
O abusador pode começar a sentir remorso, sentimentos de culpa ou temer que seu parceiro saia ou ligue para a polícia. A vítima sente dor, medo, humilhação, desrespeito, confusão e pode sentir-se equivocadamente responsável.
Caracterizado por carinho, desculpas ou, alternativamente, ignorando o incidente, esta fase marca um aparente fim de violência, com garantias de que nunca mais irá acontecer, ou que o agressor fará o melhor para mudar. Durante este estágio, o agressor pode sentir ou alegar sentir remorsos e tristeza irresistíveis. Alguns abusadores se afastam da situação com pequenos comentários, mas a maioria acabará por abater o sobrevivente com amor e carinho. O agressor pode se autojulgar ou fazer ameaças de suicídio para ganhar simpatia e/ou evitar que o sobrevivente abandone o relacionamento. Os abusadores são frequentemente tão convincentes, e os sobreviventes tão ansiosos para melhorar o relacionamento, que os sobreviventes (que são muitas vezes desgastados e confusos por abusos de longa data) ficam no relacionamento.

### 4: Calmaria
Durante esta fase (sendo muitas vezes considerada um elemento da fase de lua de mel / reconciliação), a relação é relativamente calma e pacífica. Durante este período, o agressor pode concordar em se aconselhar, pedir perdão e criar uma atmosfera normal. Em relacionamentos de parceiros íntimos, o abusador pode comprar presentes ou o casal pode se engajar em sexo apaixonado. Ao longo do tempo, as desculpas do agressor e os pedidos de perdão tornam-se menos sinceros e são geralmente declarados para evitar separação ou intervenção. No entanto, as dificuldades interpessoais surgirão inevitavelmente, levando novamente à fase de construção da tensão. O efeito do ciclo contínuo pode incluir perda de amor, desprezo, angústia e/ou deficiência física. Os parceiros íntimos podem separar-se, divorciar-se ou, no extremo, alguém pode ser morto.

## Críticas
A teroria de ciclo de abuso de Walker foi considerada um conceito revolucionário e importante no estudo do abuso e da violência interpessoal, um modelo útil, mas que pode ser simplista. Por exemplo, Scott Allen Johnson desenvolveu um ciclo de 14 estágios que acabou com os estágios de construção da tensão, atuação e calmaria. Por exemplo, existem seis estágios na fase da "escalação" ou da construção da tensão, que inclui disparadores, a vítima se sente vítimizada, irritada e deprimida, há isolamento e planejamento de vingança. Isso leva ao assalto, agindo no plano de vingança, comportamento autodestrutivo, atração de vítimas e agressão física e / ou sexual real. Isto é seguido por uma sensação de alívio, medo das consequências, distração e racionalização do abuso.
Donald Dutton e Susan Golant concordam que o ciclo de abuso de Walker descreve com precisão todos os relacionamentos cíclicamente abusivos que estudaram. No entanto, eles também observam que sua pesquisa inicial baseou-se quase inteiramente em dados anedóticos de um grupo bastante pequeno de mulheres que estavam em relações violentas. A própria Walker escreveu: "Essas mulheres não foram selecionadas aleatoriamente e não podem ser consideradas uma base de dados legítima para fazer generalizações específicas".